# Lujza porosz királyi hercegnő (1808–1870)
Lujza porosz királyi hercegnő, férjezett Lujza holland királyi hercegné (németül: Prinzessin Luise von Preußen, hollandul: Prinses Louise der Nederlanden, Prinses van Oranje-Nassau, teljes nevén Luise Auguste Wilhelmine Amalie; Königsberg, 1808. február 1. – Wassenaar, 1870. december 6.) porosz királyi hercegnő, házassága révén holland királyi és oránia–nassaui hercegné.

## Élete
Lujza porosz királyi hercegnő 1808. február 1-jén jött világra a königsbergi palotában III. Frigyes Vilmos porosz király (1770–1840) és Lujza mecklenburg–strelitzi hercegnő (1776–1810) kilencedik gyermekeként, egyben ötödik leányaként. A család tíz gyermekéből három kiskorában elhalálozott, nem érték meg a felnőttkort. Maga Lujza hercegnő a család legkisebb és egyben harmadik életben maradt leánya volt. Édesanyja, akitől a hercegnő a nevét is kapta, két évvel leánya születése után betegségben meghalt. Lujza porosz hercegnőt a königsbergi székesegyházban keresztelték meg; az eseményen első ízben vettek részt a kelet-poroszországi képviselők a nemzeti egység jegyében.
1825. május 21-én Lujza porosz hercegnő feleségül ment elsőfokú unokatestvéréhez, Frigyes holland királyi herceghez (1797–1881), I. Vilmos holland király fiához. A másodszülött holland herceg anyai ágról származott a porosz uralkodócsaládból, amivel a holland királyi család igen szoros kapcsolatot ápolt. A napóleoni háborúk miatt a herceg a berlini királyi udvarban nevelkedett, itt ismerkedett meg a porosz hercegnővel. A pár 1823-ban jegyezte el egymást, azonban a hercegnő fiatal életkorára való tekintettel csak két évvel később tartották meg az esküvőt. A házasságot kedvezően fogadták a holland politikusok, minthogy a porosz uralkodócsaláddal való kapcsolat révén előkelő helyre kerültek az európai királyi házak között. Maga a porosz hercegnő gyakorta utazásokat a különböző uralkodói udvarokba, többek között Szentpétervárra és Stockholmba. Rokonaival terjedelmes levelezést folytatott.
A fiatal pár az esküvőt követően holland földre költözött, ahol Frigyes herceg magas katonai pozícióba került. Székhelyük eleinte Hágában volt, 1838-tól fogva állandó otthonukként wassenaari Huize De Paauw szolgált. A birtokot az évben vásárolta meg a házaspár; a parkot a hercegnő neves kertészekkel terveztette meg. Lujza hercegnő megtartotta porosz szokásait, a háztartásban német alkalmazottak szolgáltak. Erősen porosz szellemisége miatt a hercegnő gyakorta keveredett összetűzésekbe franciabarát sógornéjával, Zsófia württembergi hercegnővel. A holland királyné hercegné egyébként férje árnyékában élt, a politikába nem szólt bele. 1869-ben a porosz királyné példáját követve árvaházat alapított fiúk számára; később bentlakásos leányiskolát létesített Arnhemben, melynek bebútorozására háromezer holland forintot adományozott.
Frigyes holland királyi herceg és Lujza porosz királyleány házasságából négy gyermek született, azonban csak ketten érték meg a felnőttkort:
- Lujza (1828–1871), férje XV. Károly svéd király, házassága révén Svédország királynéja
- Frigyes (1833–1834), kisgyermekként elhalálozott
- Vilmos (1836–1846), kisgyermekként elhalálozott
- Mária (1841–1910), férje V. Vilmos wiedi herceg, házassága révén Wied hercegnéje.

Lujza porosz királyi hercegnő és oránia–nassaui hercegné 1870. december 6-án hunyt el wassenaari otthonában hatvanként évesen. Élete utolsó éveiben sokat betegeskedett, svájci és németországi kúrákon vett részt. A német fővárosban utcát – Luisenstraße – neveztek el emlékére.

## Fordítás
- Ez a szócikk részben vagy egészben  a   Luise von Preußen (1808–1870) című német Wikipédia-szócikk ezen változatának fordításán alapul.  Az eredeti cikk szerkesztőit annak laptörténete sorolja fel. Ez a jelzés csupán a megfogalmazás eredetét és a szerzői jogokat jelzi, nem szolgál a cikkben szereplő információk forrásmegjelöléseként.
- Ez a szócikk részben vagy egészben  a   Louise van Pruisen (1808-1870) című holland Wikipédia-szócikk ezen változatának fordításán alapul.  Az eredeti cikk szerkesztőit annak laptörténete sorolja fel. Ez a jelzés csupán a megfogalmazás eredetét és a szerzői jogokat jelzi, nem szolgál a cikkben szereplő információk forrásmegjelöléseként.

## Külső hivatkozások
- A porosz uralkodóház hivatalos honlapja (német nyelven). Preussen.de. [2017. június 27-i dátummal az eredetiből archiválva]. (Hozzáférés: 2011. január 27.)
- A holland uralkodóház hivatalos honlapja (holland, angol nyelven). Koninklij Huis. [2010. december 17-i dátummal az eredetiből archiválva]. (Hozzáférés: 2011. január 27.)
- Fényképek és rövid ismertető Lujza porosz királyi hercegnőről (hollandul)
- Luisenstaße (németül)